# ガラクタン 1,3-β-ガラクトシダーゼ
ガラクタン 1,3-β-ガラクトシダーゼ（Galactan 1,3-beta-galactosidase, EC 3.2.1.145）は、系統名をガラクタン 3-β-D-ガラクトシダーゼ(galactan 3-beta-D-galactosidase)という酵素である。以下の化学反応を触媒する。
(1->3)-β-D-ガラクトピラナンの非還元末端のβ-D-ガラクトース残基を加水分解する。
This enzyme removes not only free galactose, but also 6-glycosylated residues.